# Mike Matusow
Michael B. Matusow (Los Angeles, 30 de abril de 1968) é um jogador profissional de pôquer estadunidense. Matusow conquistou três braceletes da World Series of Poker e é patrocinado pelo site de pôquer Full Tilt Poker.

## Braceletes
| Ano  | Torneio                               | Prêmio (US$) |
| ---- | ------------------------------------- | ------------ |
| 1999 | $3,500 No Limit Hold 'em              | $265,475     |
| 2002 | $5,000 Omaha Hi-Low Split 8 or Better | $148,520     |
| 2008 | $5,000 No Limit 2-7 Draw w/Rebuys     | $537,862     |